# چیم-قرغان (شهرستان کمین)
چیم-قرغان (به لاتین: Chym-Korgon) یک منطقهٔ مسکونی در قرقیزستان است که در شهرستان کمین واقع شده‌است. چیم-قرغان ۳٬۱۷۷ نفر جمعیت دارد و ۹۸۰ متر بالاتر از سطح دریا واقع شده‌است.